# Брилья, Лео
Эманоэл Брилья де Магальяйнс (порт.-браз. Emanoel Briglia de Magalhães; 29 августа 1928, Итабуна, Баия — 25 февраля 2016, Итабуна, Баия), в некоторых источниках Эммануэл Брилья (порт.-браз. Emmanuel Briglia), более известный как Ле́о Брилья (порт.-браз. Léo Briglia) — бразильский футболист, нападающий.

## Карьера
Лео Брилья родился в богатой семье сотрудника полиции Шикиньо Брильи. Одновременно семья занималась бизнесом, владея одной из крупнейших фирм юга Бразилии по производству какао. Самого Шикиньо из-за этого называли «какао-полковник». Брилья обучался на врача, как того хотел его отец. Одновременно он играл в футбол за Университетскую спортивную федерацию Баии. Там его заметил тренер клуба «Америка» Грита, пригласивший нападающего на просмотр. Брилья поначалу сомневался, однако поприсутствовав в качестве зрителя на матче «Баии» и «Америки», твёрдо решил стать футболистом. Никого не предупредив Лео уехал в Рио-де-Жанейро, где удачно прошёл просмотр. Из-за тогдашних правил, контракт Брильи мог подписать только его отец. Министр труда Рио-де-Жанейро, помогавший «Америке», отправился к Шикиньо для уговоров, однако тот разорвал контракт, сказав, что министр «бессовестный, как и Лео». Тогда в дело вступил вице-президент клуба, работавший судьей, который своей властью подписал контракт, взяв на себя ответственность за Брилью. Так Лео стал игроком «Америки». В этой команде футболист пользовался поддержкой главного тренера Мартина Франсиско. Благодаря его помощи, форвард вышел на новый уровень своей игры. Но, по мнению журналиста Маривала Гуэдеса, Франсиско поспособствовал ещё одной вещи — пристрастию к алкоголю. Тренер сам имел похожие проблемы, из-за чего впоследствии скончался в возрасте 54 лет.
В 1949 году «Америка» играла товарищеский матч в Ильеусе. Брилья воспользовался этим моментом и съездил в родной город, чтобы навестить братьев. И там его арестовал брат Эудес, работавший полицейским. На этом настоял отец, в тот момент уже дослужившийся до начальника полиции. Шикиньо не хотел, чтобы сын играл в футбол другом штате. Лео остался дома и стал работать на фирме отца. Он продолжал играть в футбол, вступая за любительские местные команды, включая «Итабуну». В 1953 году Брилья перешёл в клуб «Коло-Коло». В том же году он выиграл с командой чемпионат города Ильеус, а сезон спустя повторил это достижение. И в эти два сезона Лео становился лучшим бомбардиром турнира. Он попытался перейти в профессиональные команды штата, «Виторию» и «Баию», но плучал отказ. «Витории» форвард просто не подошёл, а «Баия» отказалась от услуг игрока из-за слухов о нём. Лео имел репутацию склонного к богемной жизни человека, к тому же его считали близким другом Гарринчи, страдавшего от алкоголизма. Тогда он вновь уехал в Рио-де-Жанейро, где присоединился к «Оларии».
В 1956 году Брилья подписал контракт с «Флуминенсе». 20 мая он дебютировал в составе команды в матче с «Рио-Бранко» (4:1), где забил последний в матче гол. В первые года в команде Лео конкурировал за место в основном составе с Валдо Машадо, однако затем смог завоевать место в старте «Флу». Другой причиной называют многочисленные травмы, полученные игроком. В 1957 году Брилья помог клубу впервые в истории выиграть турнир Рио-Сан-Паулу. В 1958 году Брилья должен был поехать в качестве запасного нападающего сборной Бразилии на чемпионат мира. Однако Лео накануне турнира получил травму, и в составе национальной команды его заменил Пеле. По другим данным его в составе сборной заменил Дида. 29 января 1959 года Брилья провёл последний матч в составе «Флуминенсе», в котором тот обыграл со счётом 6:0 Сентро Спортиво Алагоано. Всего в составе команды футболист сыграл в 107 встречах и забил 55 голов.
В 1959 году Брилья возвратился в Баию, где присоединился к «Витории». Нападающий провёл некоторое время в клубе, но затем вновь получил отказ: Ней Феррейра, главный менеджер «Витории», сказал, что Брилья уже слишком старый. Чуть позже Лео перешёл в «Баию» по настоянию нового главного тренера команды Жениньо. Первоначально этот клуб не хотел подписывать нападающего из-за всё той же репутации. Президент команды Осорио Вилас-Боас даже заявил: «Лео слишком много пьет и вообще ведет себя безответственно». Тогда Жениньо просто заявил, что ему нужен Брилья, чтобы стать чемпионом Бразилии. 1 мая он дебютировал в составе команды во встрече с «Флуминенсе де Фейрой» (2:1). В том же году «Баия» выиграла Чашу Бразилии, а Брилья стал лучшим бомбардиром турнира с 8 голами, последний из которых в финальной игре с «Сантосом» (3:1). Также он трижды становился чемпионом штата Баия. В 1961 году Лео завершил карьеру, забив за клуб 77 голов. Также по некоторым сведениям он играл за клубы «Леонико», «Галисия» и «Сан-Кристован» из Салвадора.
По окончании карьеры Брилья работал налоговым аудитором. Он получил эту должность блгаодаря помощи своего крёстного отца, губернатора Салвадора, Жураси Магальяйнса. Последние годы жизни он провёл в Понта-да-Тулье. Там он построил церковь и провёл электричество. В возрасте 87 лет Брилья был госпитализирован в больницу Базе с циррозом печени. Состояние Лео было критическим: у него было внутреннее кровотечение, анемия и дыхательная недостаточность, из-за чего его подключили к аппарату искусственного дыхания. В феврале 2016 года Брилья умер. Он был похоронен на кладбище Велориу Санту-Антониу.

## Достижения

### Командные
- Победитель турнира Рио — Сан-Паулу: 1957
- Обладатель Чаши Бразилии: 1959
- Чемпион штата Баия: 1959, 1960, 1961

### Личные
- Лучший бомбардир Чаши Бразилии: 1959 (8 голов)

## Личная жизнь
Брилья был женат 14 раз. У него 16 детей. По другим данным он был женат трижды и имел шестеро детей.